# Days Go By
Days Go By (engl. für: „Tage vergehen“) ist das neunte Studioalbum der US-amerikanischen Punkrock-Band The Offspring. Es erschien am 26. Juni 2012 über das Label Columbia Records von Sony Music.

## Entstehung
Schon während der Tour zum Vorgängeralbum Rise and Fall, Rage and Grace begann die Band Material für das Album zu schreiben. Bereits im Mai 2009 wurde in einem Interview die Zusammenarbeit mit Bob Rock für das nächste Album bekannt gegeben. Auch sagte Frontmann Dexter Holland in einem anderen Interview, man wolle versuchen, dass es bis zum Erscheinen des nächsten Albums nicht wieder so lange dauere. Im Herbst 2009 begannen die Vorarbeiten, es gab jedoch zu dieser Zeit erst einige Demoaufnahmen. Mitte 2010 war die Band schon weiter und arbeitete im Studio. Den ursprünglich anvisierten Veröffentlichungstermin 2010 konnte man jedoch nicht halten. Allerdings äußerte sich die Band lobend über die Zusammenarbeit mit Bob Rock:

“Working with Bob Rock has been the best experience that we have had in the studio. Bob is obviously a great producer, but beyond that Bob and we get along and sort of see the record making process similarly … the songs sometimes take a little longer to finish but the end result is far better for taking the time and is something we’re very proud of.”

„Die Zusammenarbeit mit Bob Rock war die beste Erfahrung, die wir im Studio hatten. Bob ist offensichtlich ein großartiger Produzent, darüber hinaus kommen Bob und wir miteinander klar und sehen den Aufnahmeprozess ähnlich … die Songs brauchen manchmal ein wenig länger, bis sie fertig sind, aber das Endergebnis ist es wert, sich die Zeit genommen zu haben und das ist etwas, worauf wir sehr stolz sind.“

Mit Pete Parada ist auf dem Album ein neuer Schlagzeuger zu hören. Einige Stücke wurden aber auch noch von Sessionschlagzeuger Josh Freese, der auf den vorherigen Alben für die Band tätig war, eingespielt.

## Covergestaltung
Das Albumcover zeigt einen Jungen und einen alten Mann, die auf einer Bank im Wald sitzen. Es ist Herbst und der Boden ist vom Laub der Bäume bedeckt. Im oberen Teil des Bildes stehen die weißen Schriftzüge The Offspring und Days Go By. Auf der Rückseite ist dieselbe Bank abgebildet, jedoch leer.

## Titelliste
| #   | Titel                                                        | Länge |
| --- | ------------------------------------------------------------ | ----- |
| 1.  | The Future Is Now                                            | 4:08  |
| 2.  | Secrets from the Underground                                 | 3:09  |
| 3.  | Days Go By                                                   | 4:01  |
| 4.  | Turning into You                                             | 3:41  |
| 5.  | Hurting as One                                               | 2:49  |
| 6.  | Cruising California (Bumpin’ in My Trunk)                    | 3:30  |
| 7.  | All I Have Left Is You                                       | 5:18  |
| 8.  | OC Guns                                                      | 4:07  |
| 9.  | Dirty Magic                                                  | 4:00  |
| 10. | I Wanna Secret Family (With You)                             | 3:01  |
| 11. | Dividing by Zero                                             | 2:22  |
| 12. | Slim Pickens Does the Right Thing and Rides the Bomb to Hell | 2:35  |
| 13. | The Kids Aren’t Alright                                      |       |

1. ↑  Wiederveröffentlichung des Songs vom Album Ignition
2. ↑  Live, Bonus nur auf Pre-Order-Ausgabe

## Rezeption
| Professionelle Bewertungen | Professionelle Bewertungen |
| -------------------------- | -------------------------- |
| Kritiken                   |                            |
| Quelle                     | Bewertung                  |
| laut.de                    | [ 5 ]                      |
| cdstarts.de                | [ 6 ]                      |
| undergrounded.de           | [ 7 ]                      |
| Rolling Stone              | [ 8 ]                      |
| allmusic                   | [ 9 ]                      |

Kai Butterweck von laut.de sieht das Album gespalten. Einerseits seien Titel wie Cruising California oder O.C. Guns „auf junge Hüpfer getrimmter Mumpitz“ und „aufgesetzte Hohlhirnausflüge“, jedoch lobt er die Arrangements und meint, „dass sie [The Offspring] sich aber mittlerweile genauso wenig vor etablierten Midtempo-Breitband-Rock-Kollegen verstecken müssen.“ (Kai Butterweck)
Matthias Reichel vergibt auf cdstarts.de 6,5 von 10 Punkten und sieht das Album im Einklang mit den bisherigen Veröffentlichungen. Er zieht das Fazit, dass The Offspring ein „routiniertes Album“ vorlegen, „das natürlich nicht mehr mit der jugendlichen Energie ihrer frühen Werke konkurrieren kann, aber immer noch mehr Relevanz besitzt, als die große Veröffentlichungsmasse im Punkrocksektor.“ (Matthias Reichel)
Peter Ehmann zeichnet auf Undergrounded.de ein etwas positiveres Bild: man habe auf „Days Go By“ „…eigentlich nur Punkhymnen mit Ohrwurmcharakter. Einige erschließen sich einem erst nach dem zweiten Hören, aber schon da kann man den Chorus garantiert mitsingen.“ (Bewertung mit 8 von 10 Punkten)

## Chartplatzierungen und Singles
Days Go By stieg auf Platz 5 in die deutschen Albumcharts ein und konnte sich acht Wochen in den Top 100 halten.
Als Singles wurden die Lieder Days Go By, Cruising California (Bumpin’ in My Trunk) und Turning Into You ausgekoppelt, die sich aber alle nicht in den Charts platzieren konnten.